# PokerStars
PokerStars je největší světovou online pokerovou hernou. Mimo online hraní je hlavním sponzorem několika velkých živých pokerových turnajů, jako například European Poker Tour (EPT). Herna existuje od roku 2001, jejím provozovatelem je společnost The Stars Group (dříve Rational Group, Amaya).

## Historie
PokerStars zahájil svoji činnost 11. září 2001, kdy spustil beta provoz svého pokerového softwaru, přičemž hráči mohli hrát pouze o herní peníze. 12. prosince téhož roku se rozběhla jeho plná verze, která již umožňovala hrát o reálné peníze.
Firma Rational Enterprises, která PokerStars zaštiťovala, byla založena Isaiem Scheinbergem. Původně sídlila na Kostarice, ale v roce 2005 se přesunula na ostrov Man. Důvody byla 0% daň z příjmů a mimo jiné taky absence zákona, který by zakazoval přijímat sázky od amerických občanů. Odtud působí do dnes.
15. dubna 2011 zasáhla americká vláda proti online pokerovým hernám, které nabízeli služby v USA. FBI zablokovala domény heren a úplně od nich odstřihla americké hráče. Události, o kterých se mluví jako o Černém pátku online pokeru, nejtvrději dopadly na dvě největší herny PokerStars a Full Tilt. Zatímco herna PokerStars nadále pokračovala ve zbytku světa v provozu a zablokovaným americkým hráčům postupně vyplatila jejich prostředky, u herny Full Tilt vyšlo důsledku zásahu vyšetřovatelů najevo nezodpovědné až podvodné hospodaření s hráčskými vklady. To vedlo k úplnému uzavření herny a několika soudním procesům s jejími představiteli.
V průběhu roku 2012 se představitelé PokerStars dohodli s americkou vládou na odkoupení uzavřené herny Full Tilt. V rámci obchodu byli po více než roce vyplaceni také hráči Full Tiltu a herna byla znova spuštěna jako tzv. skin PokerStars. Herna PokerStars obchodem posílila svou pozici trhu, ale jejím cílem bylo také očištění pověsti online pokeru i jména společnosti ve Spojených státech.
V červnu 2014 odkoupila hernu PokerStars i s hernou Full Tilt od jejích zakladatelů Isaie a Marka Scheinbergových poměrně neznámá kanadská společnost Amaya za 4,9 miliardy dolarů. Jedním z hlavních důvodů transakce mělo být usnadnění návratu herny na americký trh. Federální obvinění jejích dosavadních majitelů kvůli událostem okolo Černého pátku byly pro úspěšné získání provozní licence ve Spojených státech nepřekonatelnou překážkou. První a zatím poslední licenci, která platí pouze pro stát New Jersey, herna získala v říjnu 2015 a na začátku roku 2016 tu také spustila provoz.
V lednu 2017 se herna PokerStars stala první společností, která získala licenci pro provoz online pokeru v České republice podle nového zákona o hazardu, který vstoupil v účinnost 1. ledna 2017.

## Nabízené pokerové varianty
Herna PokerStars nabízí turnaje a cash games v deseti různých variantách pokeru (např. Texas hold 'em, Razz, Five card draw, ...) a několik mixed games (HORSE, HOSE, ...), ve kterých se herní varianty mění po určitém čase.
Cash games se hrají od nejnižších limitů (0,01 $/0,02 $) až po limity velmi vysoké (1000 $/2000 $).
Turnajovou vlajkovou lodí herny je nedělní Sunday Million, který je se svým 215 $ buy-inem (vstupným) a garancí výher 1 milionu dolarů, největším každotýdenním online pokerovým turnajem.

## Další produkty PokerStars
PokerStars nabízí kromě pokeru také další produkty, jako online Casino PokerStars nebo sázkovou kancelář BetStars. BetStars se stala první zahraniční společností provozující kurzové sázky, která získala licenci pro provoz od Ministerstva financí České republiky. Stalo se tak prakticky deset měsíců od chvíle, kdy v platnost vešel nový loterijní zákon. PokerStars Casino licenci pro český trh nevlastní a služby tedy nejsou přístupné pro české hráče.

## Zajímavosti
- 27. prosince 2009 se herna dostala do Guinnesovy knihy světových rekordů, když hostila největší online turnaj všech dob. Turnaje se vstupným jeden dolar se zúčastnilo 149 196 lidí, přičemž cena za první místo se vyšplhala na 50 000 dolarů.[7]

- V roce 2010 Forbes Magazine uvedl, že roční výnosy PokerStars činí 1,4 miliardy dolarů, z čehož je 500 milionů zisk, tudíž tato pokerová herna tou dobou vydělávala 1,37 milionů dolarů za den.[3]

- Největším turnajem na PokerStars, co se týče vyplacených peněz, se stal Main Event WCOOP 2010 se vstupným 5 200 $. Celkový prize pool (částka k vyplacení) turnaje, kterého se zúčastnilo 2443 lidí, se vyšplhal na 12 215 000 $, přičemž vítěz si odnesl 2 278 097 $.[8]